# Ophiorrhiza rufipilis
Ophiorrhiza rufipilis är en måreväxtart som beskrevs av Hsien Shui Lo. Ophiorrhiza rufipilis ingår i släktet Ophiorrhiza och familjen måreväxter. Inga underarter finns listade i Catalogue of Life.